# النادي الأهلي للكرة الطائرة (السعودية)
النادي الأهلي للكرة الطائرة (السعودية) يمتلك النادي الأهلي بجدة العديد من الألعاب المختلفة ويعد الأشهر في منطقة الخليج العربي ويطلق عليه «زعيم الأندية الخليجية» بسبب تفوقه بجميع الألعاب المختلفة، ومن أشهر هذه الألعاب لعبة «الكرة الطائرة» حيث تم تأسيس فريق الكرة الطائرة بالنادي الأهلي السعودي عام 1972 ميلادي أي بعد 35 سنة من تأسيس النادي ويعد فريق الكرة الطائرة أو كما يطلق عليه «طائرة الشبح الأهلاوية» من أشهر الأندية العربية والخليجية، كما يعد أحد أعمده كرة الطائرة السعودية حيث يمتلك في سجلاته 63 بطولة منها 25 بطولة دوري محلي معتمدة.

## البطولات والإنجازات
| مسمى البطولة           | الدوري السعودي لكرة الطائرة | البطولات الخليجية                | كأس الاتحاد السعودي                                                                     | دورة الألعاب السعودية | كأس النخبة                                     | بطولة المملكة      | بطولات دولية أخرى | كأس المصيف | كأس المنطقة الغربية | البطولة التنشيطية  |
| ---------------------- | --- | -------------------------------- | --------------------------------------------------------------------------------------- | --------------------- | ---------------------------------------------- | ------------------ | ----------------- | ---------- | ------------------- | ------------------ |
| عدد مرات تحقيق البطولة | 25 مرة | 5 مرات                           | 14 مرة                                                                                  | مرة واحدة             | 7 مرات                                         | 3 مرات             | مرة واحدة         | مرة واحدة  | 3 مرات              | 3 مرات             |
| سنوات تحقيق البطولة    | 1978 - 1979 - 1982 - 1983 - 1984 - 1985- 1986 - 1987 - 1988 - 1990 - 1991 - 1992 - 1994 - 1998 - 1999 - 2000 - 2001 - 2002 - 2007 - 2008 - 2014 - 2015 - 2020 - 2022 - 2023 | 1985 - 1988 - 1994 - 2009 - 2014 | 1979 - 1983 - 1985 - 1986 - 1987 - 1989- 1990 - 1991 - 1995 - 2001 - 2005 - 2020 - 2023 | 2022                  | 2000 - 2005 - 2011 - 2013 - 2016 - 2021 - 2022 | 1973 - 1976 - 1978 | 2021              | 1974       | 1972 - 1975 - 1976  | 1989 - 1990 - 1997 |